# Mesolycus hohschuhi
Mesolycus hohschuhi là một loài bọ cánh cứng trong họ Lycidae. Loài này được Vlastislav miêu tả khoa học năm 2002.